# Élections législatives indonésiennes de 2014
Les élections législatives indonésiennes de 2014 se sont tenues le 9 avril 2014.

## Résultats
| Suffrages exprimés                                                                    | Suffrages exprimés | Suffrages exprimés | 124 972 491 |             | 560 sièges à pourvoir | 560 sièges à pourvoir |
|                                                                                       |                    |                    |             |             |                       |                       |
| Liste                                                                                 |                    |                    | Suffrages   | Pourcentage | Sièges acquis         | Var.                  |
| Parti démocratique indonésien de lutte (Partai Demokrasi Indonesia Perjuangan, PDI-P) |                    |                    | 23 681 471  | 18,95 %     | 109 / 560             | 15                    |
| Golkar (Partai Golongan Karya, Golkar)                                                |                    |                    | 18 432 312  | 14,75 %     | 91 / 560              | 15                    |
| Parti du mouvement de la grande Indonésie (Partai Gerakan Indonesia Raya, Gerindra)   |                    |                    | 14 760 371  | 11,81 %     | 73 / 560              | 47                    |
| Parti démocrate (Partai Demokrat, PD)                                                 |                    |                    | 12 728 913  | 10,19 %     | 61 / 560              | 87                    |
| Parti du réveil national (Partai Kebangkitan Bangsa, PKB)                             |                    |                    | 11 298 957  | 9,04 %      | 47 / 560              | 19                    |
| Parti du mandat national (Partai Amanat Nasional, PAN)                                |                    |                    | 9 481 621   | 7,59 %      | 49 / 560              | 3                     |
| Parti de la justice et de la prospérité (Partai Keadilan Sejahtera, PKS)              |                    |                    | 8 480 204   | 6,79 %      | 40 / 560              | 17                    |
| Parti pour l'unité et le développement (Partai Persatuan Pembangunan, PPP)            |                    |                    | 8 157 488   | 6,53 %      | 39 / 560              | 1                     |
| Parti Nasdem (Partai Nasdem, Nasdem)                                                  |                    |                    | 8 402 812   | 6,72 %      | 35 / 560              | Nv.                   |
| Parti de la conscience populaire (Partai Hati Nurani Rakyat, Hanura)                  |                    |                    | 6 579 498   | 5,26 %      | 16 / 560              | 1                     |
| Autres                                                                                |                    |                    | 2 968 844   | 2,38 %      | 0 / 560               | 0                     |